# Progressione del record mondiale dei 3000 metri siepi maschili

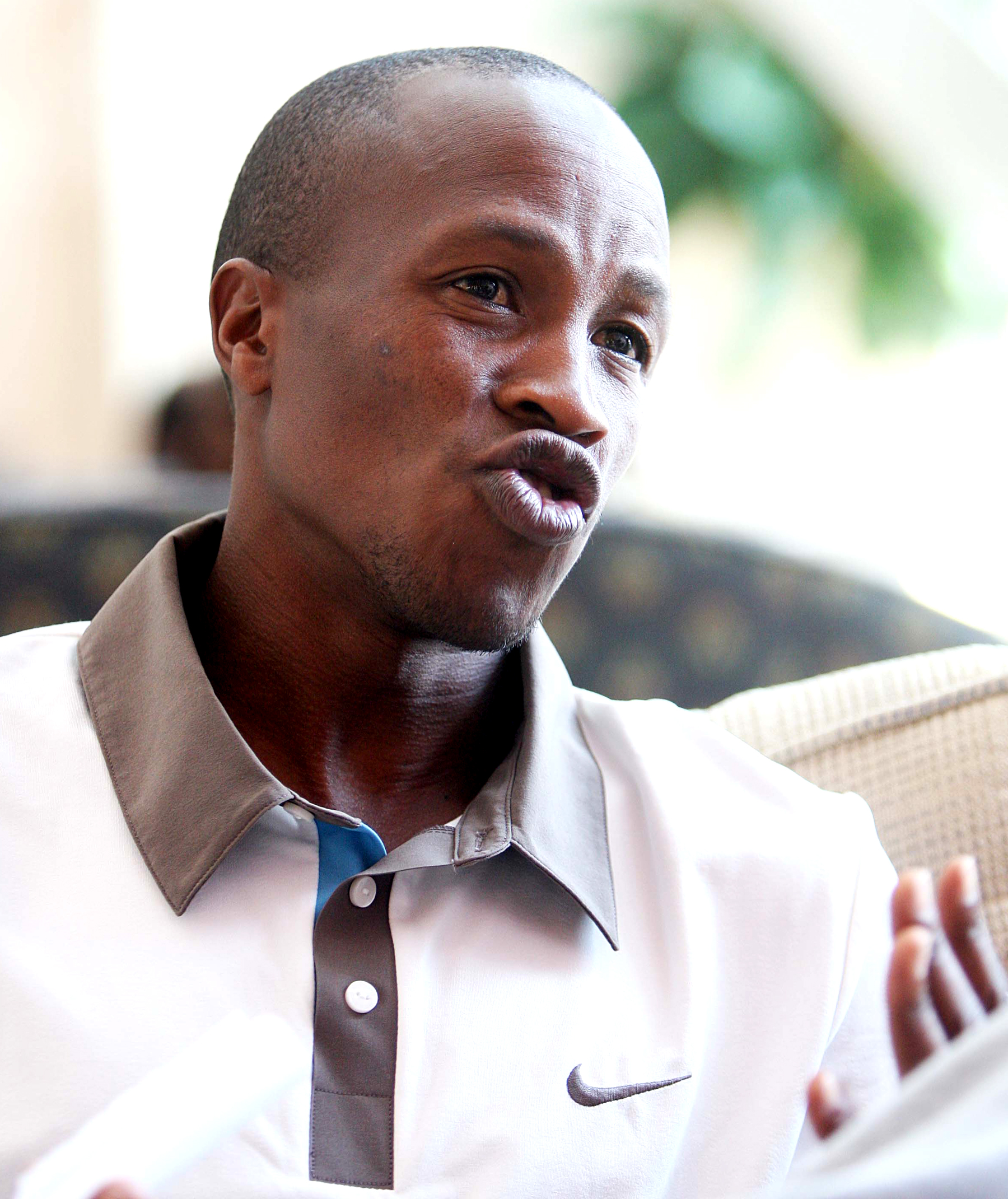
Saif Saaeed Shaheen, detentore del record mondiale della specialità

La voce seguente illustra la progressione del record mondiale dei 3000 metri siepi maschili di atletica leggera.
Il primo record mondiale maschile venne riconosciuto dalla federazione internazionale di atletica leggera nel 1954. Ad oggi, la World Athletics ha ratificato ufficialmente 33 record mondiali di specialità.

## Progressione
| Tempo    | Atleta                | Nazione          | Luogo                         | Data              | Note  |
| -------- | --------------------- | ---------------- | ----------------------------- | ----------------- | ----- |
| 8'49"6 m | Sándor Rozsnyói       | Ungheria         | Berna, Svizzera               | 28 agosto 1954    |       |
| 8'47"8 m | Pentti Karvonen       | Finlandia        | Helsinki, Finlandia           | 1º luglio 1955    |       |
| 8'45"4 m | Pentti Karvonen       | Finlandia        | Oslo, Norvegia                | 15 luglio 1955    |       |
| 8'45"4 m | Vasiliy Vlasenko      | Unione Sovietica | Mosca, Unione Sovietica       | 18 agosto 1955    |       |
| 8'41"2 m | Jerzy Chromik         | Polonia          | Brno, Cecoslovacchia          | 31 agosto 1955    |       |
| 8'40"2 m | Jerzy Chromik         | Polonia          | Budapest, Ungheria            | 10 settembre 1955 |       |
| 8'39"8 m | Semën Ržiščin         | Unione Sovietica | Mosca, Unione Sovietica       | 14 agosto 1956    |       |
| 8'35"6 m | Sándor Rozsnyói       | Ungheria         | Budapest, Ungheria            | 16 settembre 1956 |       |
| 8'35"6 m | Semën Ržiščin         | Unione Sovietica | Tallinn, Unione Sovietica     | 21 luglio 1958    |       |
| 8'32"0 m | Jerzy Chromik         | Polonia          | Varsavia, Polonia             | 2 agosto 1958     |       |
| 8'31"4 m | Zdzisław Krzyszkowiak | Polonia          | Tula, Unione Sovietica        | 26 giugno 1960    |       |
| 8'31"2 m | Grigoriy Taran        | Unione Sovietica | Kiev, Unione Sovietica        | 28 maggio 1961    |       |
| 8'30"4 m | Zdzisław Krzyszkowiak | Polonia          | Wałcz, Polonia                | 10 agosto 1961    |       |
| 8'29"6 m | Gaston Roelants       | Belgio           | Lovanio, Belgio               | 7 settembre 1963  |       |
| 8'26"4 m | Gaston Roelants       | Belgio           | Bruxelles, Belgio             | 7 agosto 1965     |       |
| 8'24"2 m | Jouko Kuha            | Finlandia        | Stoccolma, Svezia             | 17 luglio 1968    |       |
| 8'22"2 m | Vladimir Dudin        | Unione Sovietica | Kiev, Unione Sovietica        | 19 agosto 1969    |       |
| 8'22"0 m | Kerry O'Brien         | Australia        | Berlino Ovest, Germania Ovest | 4 luglio 1970     | [ 2 ] |
| 8'20"8 m | Anders Gärderud       | Svezia           | Helsinki, Finlandia           | 14 settembre 1972 |       |
| 8'19"8 m | Ben Jipcho            | Kenya            | Helsinki, Finlandia           | 19 giugno 1973    |       |
| 8'14"0 m | Ben Jipcho            | Kenya            | Helsinki, Finlandia           | 27 giugno 1973    | [ 3 ] |
| 8'10"4 m | Anders Gärderud       | Svezia           | Oslo, Norvegia                | 25 giugno 1975    |       |
| 8'09"8 m | Anders Gärderud       | Svezia           | Stoccolma, Svezia             | 1º luglio 1975    | [ 4 ] |
| 8'08"0 m | Anders Gärderud       | Svezia           | Montréal, Canada              | 28 luglio 1976    | [ 5 ] |
| 8'05"4 m | Henry Rono            | Kenya            | Seattle, Stati Uniti          | 13 maggio 1978    |       |
| 8'05"35  | Peter Koech           | Kenya            | Stoccolma, Svezia             | 3 luglio 1989     |       |
| 8'02"08  | Moses Kiptanui        | Kenya            | Zurigo, Svizzera              | 19 agosto 1992    |       |
| 7'59"18  | Moses Kiptanui        | Kenya            | Zurigo, Svizzera              | 16 agosto 1995    |       |
| 7'59"08  | Wilson Boit Kipketer  | Kenya            | Zurigo, Svizzera              | 13 agosto 1997    |       |
| 7'55"72  | Bernard Barmasai      | Kenya            | Colonia, Germania             | 24 agosto 1997    |       |
| 7'55"28  | Brahim Boulami        | Marocco          | Bruxelles, Belgio             | 24 agosto 2001    |       |
| 7'53"63  | Saif Saaeed Shaheen   | Qatar            | Bruxelles, Belgio             | 3 settembre 2004  | [ 6 ] |
| 7'52"11  | Lamecha Girma         | Etiopia          | Parigi, Francia               | 9 giugno 2023     |       |